# Fatigue décisionnelle
La fatigue décisionnelle ou fatigue de la décision désigne la détérioration de la qualité des décisions prises par un individu après une longue session de prises de décision ou au fur et à mesure que la journée avance. À la fin des années 1990, Roy Baumeister a montré que la volonté, à l'image d'un muscle, pouvait se fatiguer. L'individu n'est pas conscient lorsqu'il est en état de fatigue décisionnelle d'éprouver de la fatigue, il devient lent mentalement.
Certaines célébrités s'habillent tous les jours de la même manière dans le but de retarder la venue de leur fatigue décisionnelle. La répétition vestimentaire permet aussi d'imposer une image de marque dans la rétine du grand public.
Barack Obama, Steve Jobs, Albert Einstein, Karl Lagerfeld, et Mark Zuckerberg ont choisi de se libérer des décisions vestimentaires en s'habillant chaque jour de la même manière,.